# Olena Selenska

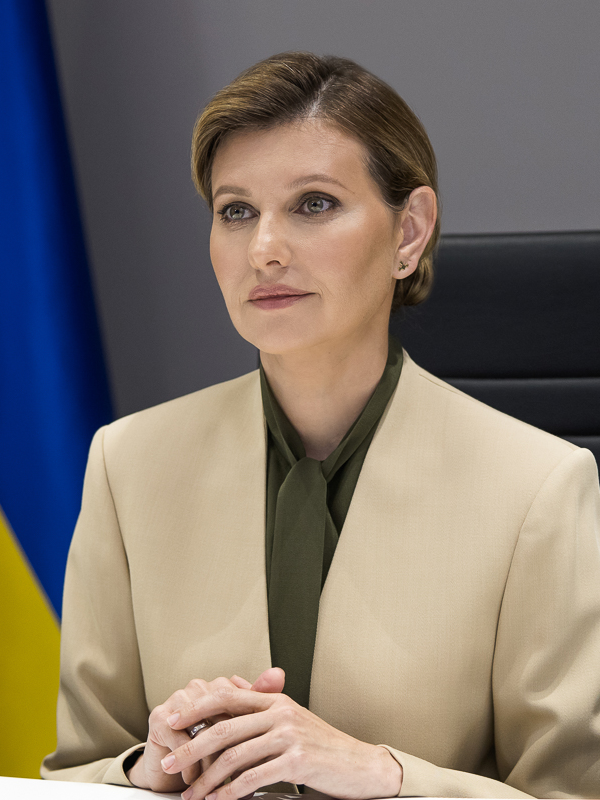
Olena Selenska (2022)

Olena Wolodymyriwna Selenska (ukrainisch Олена Володимирівна Зеленська; * 6. Februar 1978 in Krywyj Rih, Ukrainische SSR, Sowjetunion als Olena Wolodymyriwna Kyjaschko) ist als Ehefrau von Wolodymyr Selenskyj seit dem 20. Mai 2019 die First Lady der Ukraine.

## Leben

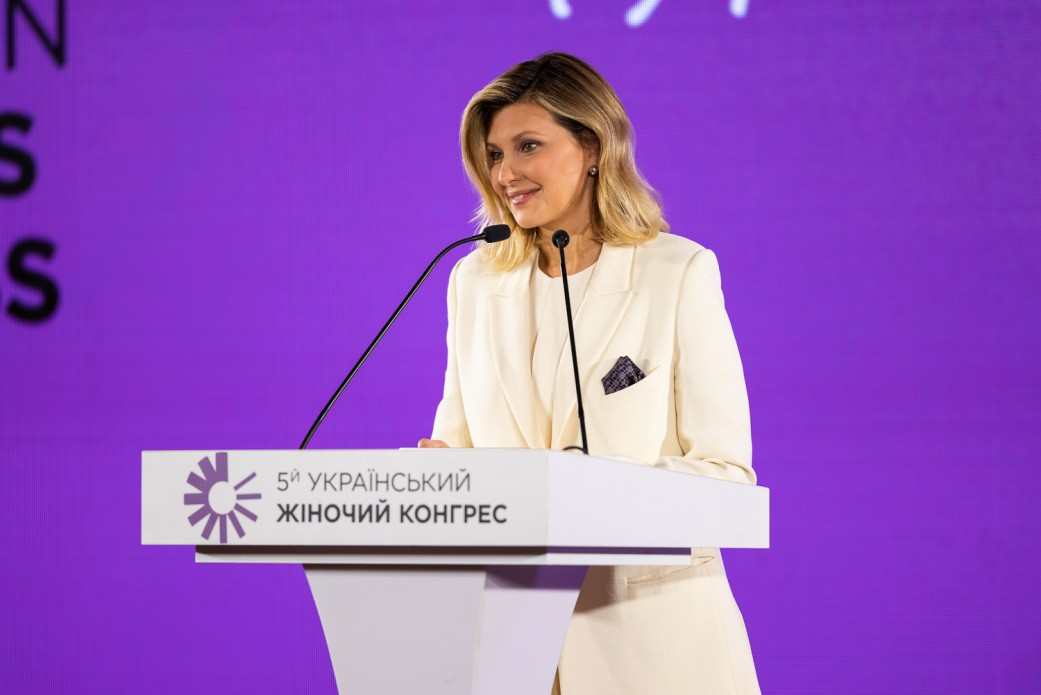
Olena Selenska beim fünften ukrainischen Frauenkongress, 2021

Olena Wolodymyriwna Kyjaschko und ihr späterer Ehemann besuchten dieselbe Schule, kannten einander damals jedoch noch nicht. Sie lernte ihren späteren Ehemann während ihres Bauingenieur-Studiums an der Nationalen Universität Krywyj Rih kennen. Das Paar heiratete am 6. September 2003 und bekam zwei Kinder, Oleksandra (* 15. Juli 2004) und Kyrylo (* 21. Januar 2013).
Selenska war bei der Fernsehproduktionsgesellschaft Studio Kwartal 95 beschäftigt, die auch die Fernsehserie Diener des Volkes mit ihrem Ehemann in der Hauptrolle produzierte und deren alleinige Eigentümer sie und ihr Ehemann sind. Sie arbeitete an den Projekten Evening Quarter, Comedian Laughs, Evening Kyiv und Women’s Quarter mit.
Als ihr Mann am Silvesterabend 2018 im Fernsehsender 1+1 seine Kandidatur für die Präsidentschaftswahl in der Ukraine 2019 bekannt gab, war sie über die geplante Kandidatur – wie ihr Mann wenige Jahre später auf Nachfrage einräumte – nicht vorab informiert, sondern erfuhr dies ebenfalls über das Fernsehen. Mit der Amtseinführung ihres Ehemannes als Präsident der Ukraine am 20. Mai 2019 wurde sie First Lady des Landes.
Im Dezember 2019 wurde Selenska von der ukrainischen Nachrichtenwebsite focus.ua in deren Liste der 100 einflussreichsten Ukrainer auf Platz 30 aufgenommen.
In den ersten Monaten des Russisch-Ukrainischen Krieges lebten sie und ihre Kinder getrennt von ihrem Mann und trafen ihn auch nicht. Während des Krieges konzentrieren sich ihre Bemühungen auf humanitäre Hilfe, insbesondere die Evakuierung von ukrainischen Kindern mit Behinderungen nach Polen und den Import von Inkubatoren in die Ukraine. Selenska hatte ihren ersten öffentlichen Auftritt nach Beginn der russischen Invasion bei einem Treffen mit der First Lady der Vereinigten Staaten, Jill Biden, am 8. Mai 2022 in Uschhorod.

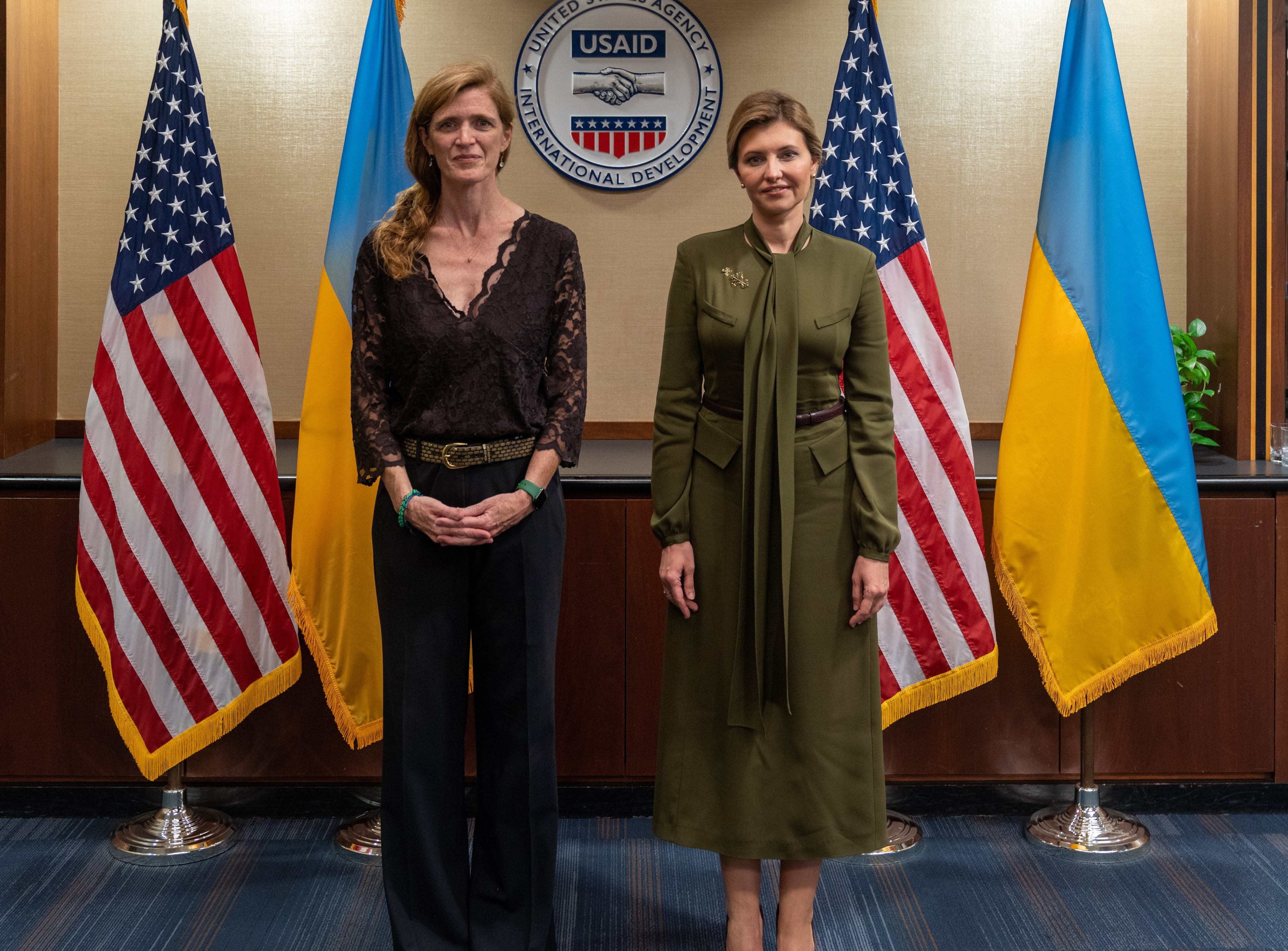
Selenska neben der Direktorin von USAID, Samantha Power, Juli 2022

Während des Krieges nimmt sie verschiedene repräsentative Aufgaben wahr; sie dankte bei Reisen nach Polen und Deutschland für die Aufnahme von ukrainischen Flüchtlingen, sprach im Juli 2022 als erste First Lady eines anderen Landes vor dem US-Kongress, wo sie um weitere militärische Hilfslieferungen bat, nahm im September 2022 im Vereinigten Königreich am Staatsbegräbnis von Elisabeth II. teil, vertrat im selben Monat auf Einladung von Ursula von der Leyen die Ukraine bei der Rede zur Lage der Union, weihte im Oktober 2022 in der Türkei ein ukrainisches Kriegsschiff ein und übernahm die Schirmherrschaft für eine nationale Strategie psychischer Kriegsfolgen.
Im Juli 2022 fotografierte die US-amerikanische Fotografin Annie Leibovitz Selenska und ihren Ehemann für eine Titelstory der Modezeitschrift Vogue.
Ende 2023 sprach sie sich in einem Interview mit The Economist mit Blick auf eine Nachkriegszeit gegen eine erneute Präsidentschaftskandidatur bzw. zweite Amtszeit ihres Mannes aus. Ihr Wunsch sei es, irgendwann mit ihrem Mann und ihren Kindern wieder allein, ohne Schutz und erhöhte Sicherheitsvorkehrungen, Zeit verbringen zu können.